# Stenotarsus decorus
Stenotarsus decorus es una especie de coleóptero de la familia Endomychidae.

## Distribución geográfica
Habita en Tanganyika (África).